# Gladson Barbosa
Pour les articles homonymes, voir Barbosa.
Gladson Alberto Silva Barbosa, né le 16 août 1979 à Montes Claros, est un coureur de fond et de demi-fond brésilien spécialisé en 3 000 mètres steeple. Il a remporté trois médailles dont une d'argent aux championnats d'Amérique du Sud d'athlétisme et deux médailles de bronze aux championnats ibéro-américains d'athlétisme.

## Biographie
Les débuts de Gladson en compétition le forcent à faire des choix entre ses études, son travail et le sport. Il sacrifie ses études pour se consacrer à l'athlétisme et doit concilier sa vie professionnelle et sportive. Il déménage à Ribeirão Preto où il travaille à l'usine 3M qui devient son sponsor. Il n'arrive que tardivement sur la scène internationale de l'athlétisme,.
Le 19 février 2005, il remporte sa première médaille internationale lors des championnats d'Amérique du Sud de cross-country à Montevideo. Engagé sur le parcours court, il se classe cinquième. Avec notamment son compatriote Israel dos Anjos champion, il remporte l'or au classement par équipes.
Il prend part à l'édition inaugurale des championnats d'Amérique du Sud de course en montagne en 2006 à Tunja. Il effectue une solide course et termine sur la troisième marche du podium, seize secondes derrière le Colombien Jhon Jairo Vargas. Le 1er octobre, il participe aux championnats d'Amérique du Sud d'athlétisme également à Tunja sur l'épreuve du 3 000 mètres steeple. Il remporte la médaille de bronze en 9 min 22 s 51. 
Le 25 février 2007, il s'élance sur le parcours long des championnats d'Amérique du Sud de cross-country à Rio de Janeiro et termine cinquième. Il remporte à nouveau l'or par équipes. Le 9 juin, il s'élance sur l'épreuve du 3 000 mètressteeple aux championnats d'Amérique du Sud d'athlétisme à São Paulo. Il effectue une excellente course aux avants-postes mais une chute en fin de course lui fait perdre de précieuses secondes sur le vainqueur Sergio Lobos. Il remporte la médaille d'argent en 8 min 43 s 69. 
Lors des championnats ibéro-américains d'athlétisme 2008 à Iquique, il effectue une solide course sur le 3 000 mètres steeple et semble se diriger vers la deuxième place mais se fait surprendre par la remontée de l'Espagnol Francisco Lara en fin de course et doit se contenter de la médaille de bronze en 8 min 44 s 93.
Le 21 février 2009, il lutte en tête sur le parcours long des championnats d'Amérique du Sud de cross-country à Concepción mais doit s'incliner pour six secondes derrière le Chilien Roberto Echeverría (en). Il termine sur la deuxième marche du podium et décroche sa troisième médaille d'or au classement par équipes.
Aux championnats d'Amérique du Sud de cross-country 2011 à Asunción, il fait office de favori sur le parcours long mais se fait voler la vedette par son compatriote Solonei da Silva. Il remporte sa deuxième médaille d'argent au classement individuel et sa quatrième d'or au classement par équipes.
Il remporte la médaille de bronze du 3 000 mètres steeple en 8 min 50 s 84 lors des championnats ibéro-américains d'athlétisme 2012 à Barquisimeto.
Aux championnats d'Amérique du Sud d'athlétisme 2013 à Carthagène des Indes, il s'assure de la médaille de bronze du 3 000 mètres steeple en 8 min 45 s 10.
En 2020, il est élu président de la commission des athlètes et devient membre du conseil d'administration de la Confédération brésilienne d'athlétisme.

## Palmarès

### Piste
| Année | Compétition                                    | Lieu                 | Place | Épreuve         | Performance   |
| ----- | ---------------------------------------------- | -------------------- | ----- | --------------- | ------------- |
| 2006  | Championnats du Brésil d'athlétisme            | São Paulo            | 1er   | 3 000 m steeple | 8 min 44 s 59 |
| 2006  | Championnats d'Amérique du Sud d'athlétisme    | Tunja                | 3e    | 3 000 m steeple | 9 min 22 s 51 |
| 2007  | Championnats d'Amérique du Sud d'athlétisme    | São Paulo            | 2e    | 3 000 m steeple | 8 min 43 s 69 |
| 2007  | Championnats du Brésil d'athlétisme            | São Paulo            | 1er   | 3 000 m steeple | 8 min 47 s 61 |
| 2007  | Jeux panaméricains                             | Rio de Janeiro       | 4e    | 3 000 m steeple | 8 min 40 s 32 |
| 2008  | Championnats ibéro-américains                  | Iquique              | 3e    | 3 000 m steeple | 8 min 44 s 93 |
| 2008  | Championnats ibéro-américains                  | Iquique              | 4e    | 3 000 m         | 8 min 2 s 09  |
| 2009  | Championnats du Brésil de 10 000 m & 3 000m SC | Rio de Janeiro       | 1er   | 3 000 m steeple | 8 min 44 s 34 |
| 2010  | Championnats du Brésil de 10 000 m & 3 000m SC | Piracicaba           | 1er   | 3 000 m steeple | 8 min 49 s 2  |
| 2012  | Championnats du Brésil de 10 000 m & 3 000m SC | São Paulo            | 1er   | 3 000 m steeple | 8 min 49 s 37 |
| 2012  | Championnats ibéro-américains                  | Barquisimeto         | 3e    | 3 000 m steeple | 8 min 50 s 84 |
| 2012  | Championnats du Brésil d'athlétisme            | São Paulo            | 1er   | 3 000 m steeple | 8 min 48 s 76 |
| 2013  | Championnats du Brésil de 10 000 m & 3 000m SC | Piracicaba           | 1er   | 3 000 m steeple | 8 min 47 s 78 |
| 2013  | Championnats d'Amérique du Sud d'athlétisme    | Carthagène des Indes | 3e    | 3 000 m steeple | 8 min 45 s 10 |
| 2013  | Championnats du Brésil d'athlétisme            | São Paulo            | 1er   | 3 000 m steeple | 8 min 43 s 19 |
| 2014  | Jeux sud-américains                            | Santiago             | 7e    | 3 000 m steeple | 8 min 58 s 80 |

### Route/cross-country
| Année | Compétition                                     | Lieu           | Place | Épreuve             | Performance    |
| ----- | ----------------------------------------------- | -------------- | ----- | ------------------- | -------------- |
| 2005  | Championnats d'Amérique du Sud de cross-country | Montevideo     | 5e    | Cross-country court | 12 min 18 s    |
| 2007  | Championnats d'Amérique du Sud de cross-country | Rio de Janeiro | 5e    | Cross-country long  | 39 min 32 s    |
| 2007  | Corrida Panamericana                            | Rio de Janeiro | 1er   | 10 kilomètres       | 29 min 50 s    |
| 2009  | Championnats d'Amérique du Sud de cross-country | Concepción     | 2e    | Cross-country long  | 37 min 14 s    |
| 2011  | Championnats d'Amérique du Sud de cross-country | Asuncion       | 2e    | Cross-country long  | 36 min 41 s    |
| 2017  | Semi-marathon de São Paulo                      | São Paulo      | 1er   | Semi-marathon       | 1 h 6 min 11 s |

### Course en montagne
| no | masculin           | Course                                               | Longueur | Départ       | Temps       |
| -- | ------------------ | ---------------------------------------------------- | -------- | ------------ | ----------- |
| 4e | Médaille de bronze | Championnats d'Amérique du Sud de course en montagne | 9 km     | 19 août 2006 | 34 min 47 s |

## Records
| Épreuve              | Performance     | Date              | Lieu                  |
| -------------------- | --------------- | ----------------- | --------------------- |
| 1 500 mètres         | 3 min 46 s 23   | 15 septembre 2006 | São Paulo             |
| 3 000 mètres         | 7 min 58 s 49   | 19 mai 2010       | Belém                 |
| 5 000 mètres         | 7 min 58 s 49   | 6 juin 2008       | Cassel                |
| 10 000 mètres        | 29 min 20 s 07  | 6 juin 2008       | São Bernardo do Campo |
| 3 000 mètres steeple | 8 min 35 s 77   | 30 juin 2016      | Neerpelt              |
| 10 kilomètres        | 29 min 12 s     | 2 juillet 2017    | Ribeirão Preto        |
| 15 kilomètres        | 47 min 5 s      | 11 décembre 2011  | São Paulo             |
| Semi-marathon        | 1 h 5 min 21 s  | 20 août 2017      | Rio de Janeiro        |
| Marathon             | 2 h 23 min 13 s | 19 juin 2011      | São Paulo             |